# Atemelia compressella
Atemelia compressella is een vlinder uit de familie Praydidae. De wetenschappelijke naam van de soort werd gepubliceerd in 1855 door Herrich-Schäffer.